# Ајналоа (Хаваји)
Ајналоа (енгл. Ainaloa) насељено је место за статистичке потребе у америчкој савезној држави Хаваји. По попису становништва из 2010. у њему је живело 2.965 становника.

## Демографија
Према попису становништва из 2010. у граду је живело 2.965 становника, што је 1.055 (55,2%) становника више него 2000. године.
| Група             | 2000.       | 2010.       |
| Белци             | 472 (24,7%) | 745 (25,1%) |
| Афроамериканци    | 19 (1,0%)   | 19 (0,6%)   |
| Азијати           | 290 (15,2%) | 427 (14,4%) |
| Хиспаноамериканци | 392 (20,5%) | 564 (19,0%) |
| Укупно            | 1.910       | 2.965       |